# Mathilde, Mémoires d'une jeune femme
Mathilde, Mémoires d’une jeune femme est un roman français publié en feuilleton par Eugène Sue dans La Presse entre le 22 décembre 1840 et le 26 septembre 1841. 
Cette œuvre fait partie des premiers romans-feuilletons publiés en France et semble avoir été très appréciée du public. Premier roman-fleuve d’Eugène Sue, elle est jusqu’à alors son plus grand succès, avant Les Mystères de Paris et Le Juif errant, ce qui peut s’expliquer notamment par une diffusion élargie grâce à la publication au rez-de-chaussée de La Presse. Elle sera également adaptée en pièce de théâtre un an à peine après la fin de sa publication dans La Presse et l’objet de plusieurs articles de critique littéraire. Elle marque aussi les débuts d’une correspondance accrue entre l’auteur et ses lecteurs.

## Parution

Premier numéro de Mathilde dans le feuilleton de La Presse le 22 décembre 1840

Mathilde, mémoires d’une jeune femme, roman en 88 feuilletons, est le premier roman d’Eugène Sue d’importance en termes de quantité et de popularité. Arthur, journal d’un inconnu, son précédent roman, également paru dans La Presse du 5 décembre 1837 au 28 août 1839, ne comprenait que 37 feuilletons. Très endetté, Sue avait considérablement écrit, au cours des années 1836-1840, au rez-de-chaussée des plus grandes feuilles. Il était d’ailleurs un habitué des journaux d’Émile de Girardin et donnait régulièrement à La Presse des œuvres de fiction. 
La parution de Mathilde, commencée à la fin de l’année 1840, le 22 décembre, s’achèvera le 26 septembre 1841 et se divisera en cinq grandes périodes :
| Première parution dans La Presse | Première édition en librairie chez Gosselin en 1841                                                            |
| • Première partie : du 22 décembre 1840 au 19 janvier 1841 (24 feuilletons) • Début de la deuxième partie : du 26 mars 1841 au 16 avril 1841 (20 feuilletons) • Fin de la deuxième partie : du 10 mai 1841 au 24 mai 1841 (14 feuilletons) • Quatrième partie : du 26 juin 1841 au 5 août 1841 (10 feuilletons) • Fin de la quatrième partie : du 30 août 1841 au 26 septembre 1841 (28 feuilletons) | • Tomes I et II : le 24 avril 1841 • Tomes III et III : le 3 juillet 1841 • Tomes V et VI : le 16 octobre 1841 |

## Genre
Le roman-feuilleton, qui apparaît et se développe sous la monarchie de Juillet a la particularité, notamment pour plaire au plus grand nombre, de piocher dans plusieurs genres romanesques et relève ainsi « d’une esthétique toute romantique : association du comique et du tragique, du grotesque et du terrible, du rire et des pleurs, engagement historique et critique sociale, drame et pittoresque ». Dans Mathilde on peut déceler les influences du roman noir (décor sombre, atmosphère effrayante, situations intenables) et du mélodrame (intrigue complexe, situations attendrissantes, proximité avec le théâtre) qui ont en commun de présenter aux lecteurs des situations exagérées (dans l’horreur ou le pathétique). 
Si Mathilde se trouve être, à bien des égards, une œuvre romanesque, elle propose également de la « matière d’actualité » selon le terme de Marie-Ève Thérenty. Description réaliste de la société contemporaine, sujets « sérieux » tels que les inégalités dans le mariage ou l’apologie du divorce, effets de réels divers et « interréférentialité », font de Mathilde un roman moins fantaisiste qu’il semblerait au premier abord. Parmi la « matière d’actualité » présente dans Mathilde, il est possible de distinguer en particulier les effets de réel, les références artistiques, les commentaires du narrateur, la description de la société de l’époque et la proximité avec le fait divers. 
Mathilde se rapproche également de l’écriture référentielle en proposant un récit de vie – les « mémoires » d’une jeune femme – et plus précisément les difficultés d’une épouse vertueuse mais mal mariée et autres « drames » communs qui devaient émouvoir le lectorat de Sue, essentiellement féminin. Les confessions de Mathilde sont d’autant bien accueillies par les femmes qu’il est encore ardu pour elles de s’exprimer publiquement : victimes de la censure, elles sont souvent condamnées à ne s’occuper que des sujets « légers » – la parole publique étant traditionnellement réservée aux hommes tandis que la parole privée, le roman, est affaires des femmes.

## Personnages

Illustration de Mathilde
p. 50 de l'éd. illustrée de Mathilde de 1844 (éd. C. Gosselin)

En ce qui concerne les personnages, Eugène Sue ne va pas puiser son inspiration très loin mais reprend des « types », héritiers du mélodrame : la femme-victime, malheureuse mais vertueuse (Mathilde) ; le persécuteur infernal (Mlle de Maran, M. Lugarto) ; le galant sans honneur (Gontran) ; le protecteur droit et puissant (M. de Mortagne puis M. de Rochegune) ; la femme adultère et fatale (Mme de Richeville, Ursule) ; le serviteur maléfique ou bienfaisant mais toujours dévoué (Servien, Fritz, Mme Blondeaux, Plok) ; la vierge innocente (Mathilde puis Emma) ; le provincial honnête (Les Sécherin) ; l’idiot (Godet l’ainé, M. Bisson).

Personnages simplifiés, parfois grossiers mais chers à Eugène Sue, selon Marie de Solms, auteure de la première biographie consacrée au feuilletoniste, qui déclarait au sujet de ses personnages : 
« Eugène Sue était de bonne foi et croyait sincèrement à ses personnages ; il respectait ses lecteurs, s’il jugeait indispensable de les émouvoir par des péripéties terribles et violentes, s’il demandait des larmes à des catastrophes, il paraissait et il était tout le premier la dupe sincère des scélérats qu’il mettait en scène».

## Réception de l’œuvre
Selon les témoignages de l’époque et les études sur Eugène Sue, Mathilde rencontra un grand succès, favorable aussi bien à l’auteur que pour La Presse et les éditions en librairie .
D’abord au niveau de La Presse, celle-ci aurait gagné grâce au roman de Sue plus de 1 000 abonnés  tandis que le roman-feuilleton aurait eu plus de 200 000 lecteurs selon Théophile Gautier  – nombre invérifiable cependant et qui semble d’autant plus exceptionnel qu’au début de la monarchie de Juillet encore un tiers des hommes et trois-quarts des femmes n’ont pas appris à lire. Cette quantité de lecteurs pourrait s’expliquer par le fait que, selon Nora Atkinson, « Eugène Sue avait des lecteurs de toutes les classes de la société, voire les plus hautes et les plus cultivées. Ses contemporains ne nous laissent aucun doute à ce sujet ».

Illustration de Mlle de Maran
p. 70 de l'éd. illustrée de Mathilde de 1844
(éd. C. Gosselin)

Sans surprise, Mathilde découle donc naturellement sur un succès de librairie : pas moins de huit éditions de Mathilde entre 1841 et 1845 – cinq éditions parisiennes de Charles Gosselin (trois éditions en 1841, une en 1844 et une en 1845), une édition de Paulin (Paris, 1845) et deux éditions belges (Bruxelles : Méline, Cans et Cie, 1841 et A. Jamar, 1841). La première édition du roman paraît simultanément à sa parution dans le journal, selon le contrat conclu entre Eugène Sue et Charles Gosselin. Ce dernier proposera en particulier, en 1844 et par livraison, une édition revue par l’auteur et richement illustrée  – par les talentueux illustrateurs Tony Johannot, Paul Gavarni  et Célestin Nanteuil.
Dans la presse de l’époque le roman de Sue suscita des réactions encourageantes, amusantes ou sévères. Parmi elles :
1. Théophile Gautier, feuilleton théâtral de La Presse, 5 octobre 1842
2. Jules Janin, feuilleton théâtral du Journal des Débats, 26 septembre 1842
3. Alfred Cuvillier-Fleury, feuilleton littéraire du Journal des Débats, 14 juin 1842
4. Paul de Molènes, « Revue littéraire », Revue des deux mondes, 15 septembre 1841
5. Sans nom, « Le Restif de la Bretonne du roman-feuilleton », La Mode, 15 septembre 1842

Au-delà de la réaction de la presse, Mathilde marque aussi le début d’une correspondance accrue entre l’auteur et ses lecteurs . À la suite de la publication de son roman-feuilleton, Eugène Sue avouait à son ami Ernest Legouvé en septembre 1841 avoir reçu « plus de trente ou quarante lettres depuis deux mois, beaucoup plus en éloges qu’en blâme ».

## Adaptation théâtrale

Prospectus de la pièce de théâtre Mathilde par Eugène Sue et Felix Pyat jouée au théâtre de la Porte-Saint-Martin

Forte de sa popularité, Mathilde connut non seulement deux destinées, dans le journal puis en librairie, mais également une troisième vie sur les planches. Rappelons qu’Eugène Sue était un habitué du théâtre  et qu’il s’agissait presque d’un passage obligé en cas de succès, comme le rappelle Lise Queffélec : « Le théâtre touchait un public mêlé, à la fois parisien et provincial, populaire et bourgeois – car les compagnies théâtrales faisaient régulièrement des tournées en province. Tous les grands romans-feuilletons – et même les moins grands – de la monarchie de Juillet ont été adaptés et joués dans les théâtres de mélodrame : l’Ambigu-Comique, la Porte-Saint-Martin, la Gaîté, la Renaissance ».

Le roman de Sue, dont la parution dans La Presse s’est terminée le 26 septembre 1841, fait rapidement l’objet d’une adaptation théâtrale, réalisée en grande partie par Félix Pyat et jouée au théâtre de la Porte Saint-Martin du 24 septembre 1842 au 15 janvier 1843 (soit 93 représentations). Le mélodrame connaît deux éditions dès sa première année – une édition parisienne chez Christophe Tresse  et une édition bruxelloise chez Gambier et Neirinckx. Le travail de transposition, du roman à la pièce, semble avoir été réalisé en grande partie par le républicain Félix Pyat  – selon le témoignage de ce dernier. Selon lui, la conversion au socialisme de l’auteur de Mathilde n’était pas encore effective et le républicain eut à cœur de « socialiser » la pièce tout en « humanisant » ses personnages : 
« J’ai tenté de rendre l’action plus morale en opposant, au dénouement, l’ouvrier qui travaille pour vivre aux bourgeois qui se tuent pour se désennuyer. J’ai donné, autant que possible, dans cette pièce bourgeoise, le dernier mot au peuple, dans cette pièce de loisir, le dernier mot au labeur ».
Les critiques concernant la reprise de la pièce en 1870 – 45 représentations du 16 avril au 31 mai 1870 – semblent avoir été moins positives : le temps passant, la pièce apparaît comme une « vieillerie » selon Barbey d’Aurevilly  qui déclare : 
« Cette reprise de Mathilde, pour laquelle la Direction de la Porte Saint-Martin s’est mise en frais, excite la curiosité plus qu’elle ne la satisfait. Hier, la salle était pleine, l’attention grande, mais l’émotion petite […] ».